# Dermapharm
Dermapharm AG — международная химико-фармацевтическая компания, одна из крупнейших в Германии. Специализируется на производстве медицинских препаратов для лечения дерматологических заболеваний.

## История компании
Dermapharm AG основана в 1991 году в городе Грюнвальде (Германия). Штаб-квартира — Грюнвальд, Германия.
C 1991 по 2001 г. Dermapharm AG занималась производством дерматологических препаратов исключительно для внутреннего рынка Германии. 
C 2001 года продукция Dermapharm AG представлена на зарубежных рынках: Польша, Австрия, Швейцария, Албания и др.

## Структура
Dermapharm AG представлена центральным офисом в Грюнвальде (Германия) и девятью дочерними предприятиями в странах Европы. C 2010 Dermapharm AG представлена на Украине.

## Бренды
В ассортименте компании более 60 разновидностей препаратов (без учета форм выпуска лекарств). На рынке СНГ представлены:
- Преднитоп (предникарбат)
- Содерм
- Бифон (бифоназол)
- Фузикутан
- Деласкин
- Каризон

## Деятельность
Основные производственные, технологические и научные ресурсы компании изначально сконцентрированы на разработке препаратов дерматологического направления. 
Годовой товарооборот в Германии составляет около €156 млн., ежегодный рост достигает 20%.
Компания сотрудничает с ведущими профессиональными сообществами дерматологов в Германии:
- BVDD (Professional Association of German Dermatologists) Профессиональная Ассоциация дерматологов Германии
- DDG (German Dermatologic Society) Немецкое Дерматологическое Общество

Dermapharm AG является действительным членом Немецкого Общества дермофармакологии – GSD (German Society for Dermopharmacology).

## Интересные факты
- Dermapharm AG выступает инициатором программы «Tribute to Bambi» («Дань Бемби»), которая направлена на поддержку детей, оставшихся без опеки родителей.[5]